# Rodovitni polmesec
Rodovitni polmesec je območje Bližnjega vzhoda, ki se pričenja ob Perzijskem zalivu, vodi skozi Mezopotamijo ob rekah Evfrat in Tigris (v današnjem Iraku), se nadaljuje čez regijo Džazira v današnji Siriji do južne Turčije, kjer se obrne proti jugu in ob vzhodni obali Sredozemskega morja poteka čez današnjo severozahodno Sirijo, Libanon ter vzdolž reke Jordan prek današnje Jordanije, palestinskega Zahodnega brega in Izraela do Egipta. 
Območje, ki po obliki spominja na črko C oz. polmesec, je poimenoval ameriški arheolog James Henry Breasted. To območje danes pokrivajo države: Irak, Izrael, določena področja Palestine, Sirija, Libanon, Egipt, Jordanija, jugo-vzhodno obrobje Turčije in vzhodni predeli Irana. Nekateri arheologi vključujejo tudi Ciper. Skozi to področje teče reka Jordan, ki velja za eno izmed svetih rek in je velikokrat omenjena v Svetem pismu.
Območje je zgodovinsko pomembno zaradi nastanka najstarejših znanih civilizacij in še zlasti zaradi nastanka kmetijstva, ki ga je omogočila rodovitna prst. Na tem področju so se pojavile najstarejše poseljene kmetije, ko so si naseljenci začeli prilagajati in odstranjevati naravno vegetacijo, da so lahko s pomočjo rodovitne prsti vzgajali nove poljščine in krmne rastline. V zahodnem delu polmeseca ob Jordanu in gornjem toku Evfrata so nastale najstarejše znane kmetije (npr. v Jerihu) že okoli leta 9000 pr. n. št., tj. v dobi predlončenega neolitika. Na tem področju so se pojavile najstarejše znane kmetije, ko so si naseljenci začeli prilagajati in odstranjevati naravno vegetacijo, da so lahko s pomočjo rodovitne prsti vzgajali nove poljščine in krmne rastline.  
Tu in v Mezopotamiji so v bronasti dobi nastali tudi prvi zametki kompleksne družbe. Sledil je razvoj zgodnjih civilizacij, kot je bila npr. sumerska. Ker so na območju rodovitnega polmeseca nastale še prve znane pisave in oblike državnih ureditev, mu pravijo tudi »zibelka civilizacije«. Med tehnološke dosežke sodijo: nastanek pisave, izum kolesa, razvoj kmetijstva in namakalnega sistema.   
Ob že sicer rodovitni prsti so v bronasti dobi nastali še namakalni sistemi, od katerih je še vedno odvisna kmetijska proizvodnja. V zadnjih dveh tisočletjih, ko so se ob menjavi držav namakalni sistemi ene države opuščali in nadomestili s sistemi druge države, je ciklično prihajalo do obdobij pomanjkanja in blaginje. Eden od vseskozi prisotnih problemov so bili tudi vdori slane vode do namakanih zemljišč. 
Reke niso bile edini dejavnik, ki je omogočil vzpon civilizacij ob polmesecu. Drugi dejavnik je bilo podnebje, ki je spodbudilo gojenje enoletnih rastlin, te pa dajo užitnejše plodove od trajnic. Različne nadmorske višine so omogočile zgodnje poskuse gojenja različnih užitnih rastlin. Tukaj se je razvilo tudi osem najpomembnejših osnovnih poljščin v obdobju neolitika: predhodniki pšenice, enozrnice, ječmena, čičerike, leče, graha, boba in navadnega lanu. Obenem od tukaj izhajajo štiri od petih najpomembnejših udomačenih živalskih vrst neolitika: krave, koze, ovce, in prašiči; konji pa so se nahajali v bližnji okolici.  